# 悼太子 (秦国)
悼太子（？—前267年），战国时代秦国公子，秦昭襄王长子。秦悼太子曾被派到魏国做人质，前267年，秦悼太子在魏国去世，葬于芷阳（今陕西省西安市东）。前265年，秦昭襄王另立安国君柱为太子。